# Nephodia dognini
Nephodia dognini là một loài bướm đêm trong họ Geometridae.